# Anatomie comparée
L'anatomie comparée est une branche de l'anatomie. Elle a été fondée par Edward Tyson (1650 ou 1651-1708) mais a été rendue populaire par le célèbre anatomiste Georges Cuvier (1769-1832). Elle a pour  objectif de comparer l'anatomie de différentes espèces (animales, végétales, fongiques…) pour en déterminer la phylogénie et les processus adaptatifs de chacune d'entre elles à leur environnement.

## Généralités
L'anatomie comparée est une source importante de données servant principalement à l'étude de l'évolution du vivant. L'étude comparée de différentes espèces vivant dans des écosystèmes proches ou au contraire différents, permet aussi de mieux comprendre l'aspect morpho-fonctionnel et adaptatif de certaines caractéristiques anatomiques.
En anatomie comparée, il s'agit d'opposer non pas seulement l'apparence mais aussi la structure des organes (ex. : histologie comparée) afin de distinguer les cas d'homologie des cas d'analogie évolutive.
Par exemple, l'aile d'une chauve-souris a la même fonction que celle d'un papillon, mais pas la même structure (on dit que ce sont des organes analogues). En revanche, elle a la même structure que la jambe d'un cheval ou que la nageoire d'un dauphin (on dit que ce sont des organes homologues).

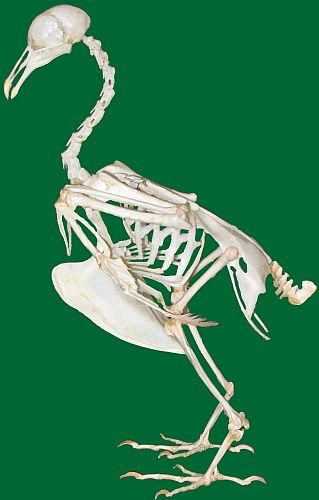
Squelette de pigeon ramier.

Dans cette méthode d'étude, on démontre que de simples modifications dans les proportions ou le positionnement des composants des organes suffisent à en changer la fonction.
Les réorganisations sont parfois très profondes. Par exemple, l'oreille humaine est composée d'une fente branchiale (le conduit auditif) non complètement percée (fermée par le tympan), et intégrant des osselets, qui ont la structure des os de la mâchoire des poissons.
Lorsque deux organes se ressemblent (jusque parfois dans leur structure) sans avoir la même origine, on parle de convergence évolutive, ou homoplasie. Ainsi, les nageoires des cétacés ressemblent très fortement à celles des poissons, en particulier des requins. Or les cétacés sont des mammifères. Leurs nageoires sont donc des pattes antérieures qui se sont transformées au cours de l'évolution de ce taxon : Il y a eu convergence des pattes antérieures des ancêtres des cétacés vers la forme nageoire qui se trouve être très efficace pour se déplacer dans le milieu liquide.

## Anatomie comparée des vertébrés

### Les ambivalences entre Anatomie humaine et Anatomie comparée
L'anatomie humaine, bien plus populaire, fut la première à être codifiée par Sylvius et Riolan (XVe siècle). Puis au XIXe siècle, avec l'accroissement des échanges scientifiques internationaux il fut nécessaire de créer une nomenclature rationnelle et unique, basée sur des termes latins (de même que pour la nomenclature binominale des espèces), c'est ce que l'on appelle les Nomina Anatomica (N.A.).

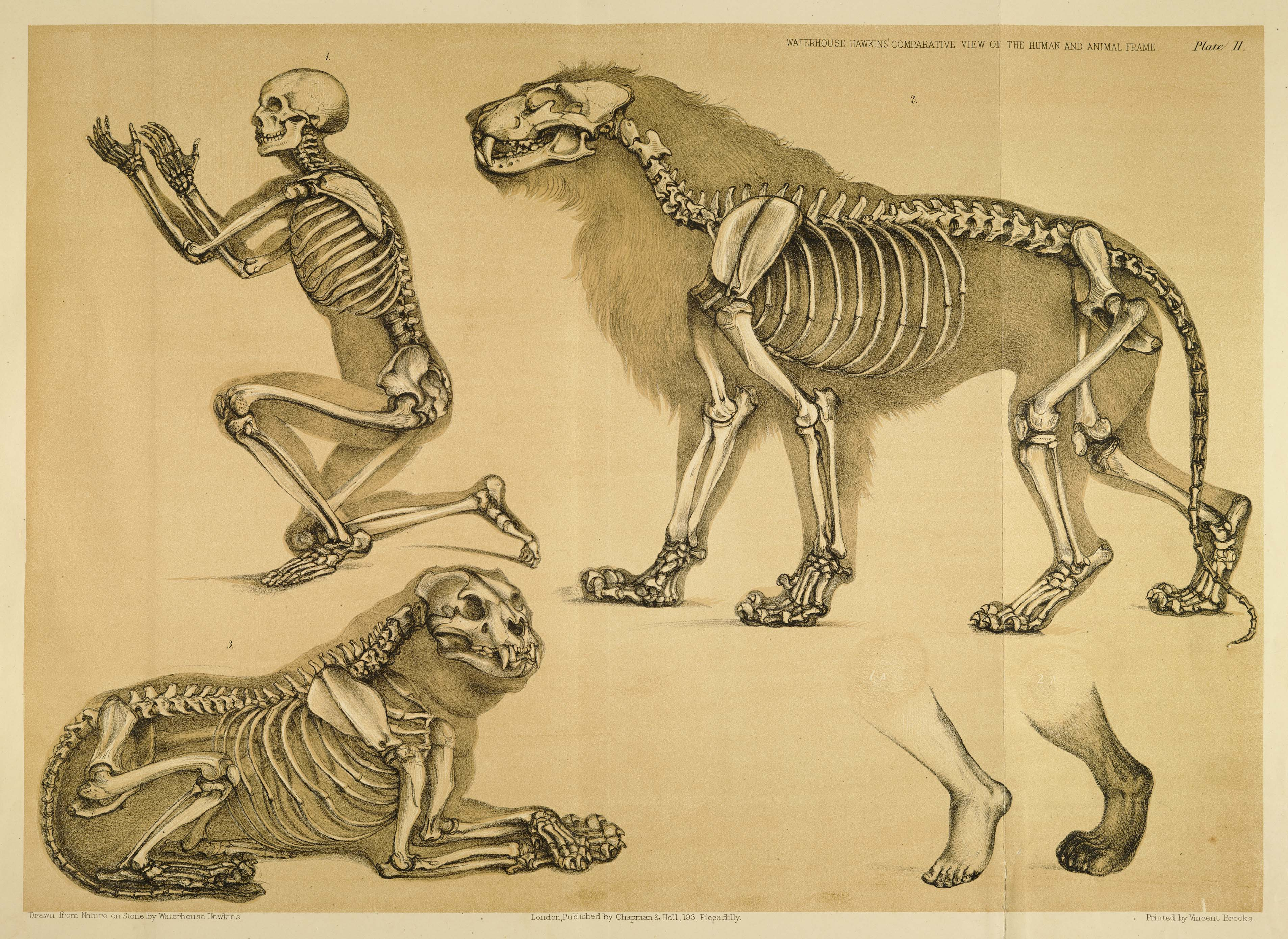
Squelettes d'un homme et d'un lion.

Ce n'est qu'en 1955, lors du IVe congrès fédératif d'anatomie à Paris, que fut adoptée une nomenclature unique, officielle et internationale.
Cependant cette nouvelle nomenclature internationale ne fut établie que pour l'anatomie humaine, ainsi les zoologistes, vétérinaires, et embryologistes n'ont pu en faire grand usage car il existe chez les animaux de nombreux éléments anatomiques (ex. : le baculum) ou organes (ex. : le gésier) qui n'existent pas chez l'homme. Une transposition de l'anatomie humaine à l'anatomie animale provoquerait donc de grandes confusions en anatomie comparée.
Enfin c'est en 1967, lors du congrès fédératif des anatomistes à Paris que fut adoptée une nomenclature plus complète et plus générale valable pour à peu près tous les mammifères, ce sont les Nomina Anatomica Veterinaria (N.A.V.). 
La principale difficulté des anatomistes a été de résoudre les problèmes d'orientation du corps, compte tenu du fait que l'homme est bipède et la plupart des autres mammifères sont quadrupèdes (ex. : la notion de plan antérieur). Les termes utilisés en anatomie comparée qui ne portent pas à confusion sont les suivants :
- médial / latéral
- sagittal
- axial / abaxial
- radial / tibial
- ulnaire / fibulaire
- transversal
- crânial / caudal
- rostral
- proximal / distal
- dorsal / ventral
- palmaire / plantaire
- superficiel / profond
- externe / interne

exemple d'ambiguïté anatomique : voir muscle anconé

### Ostéologie comparée

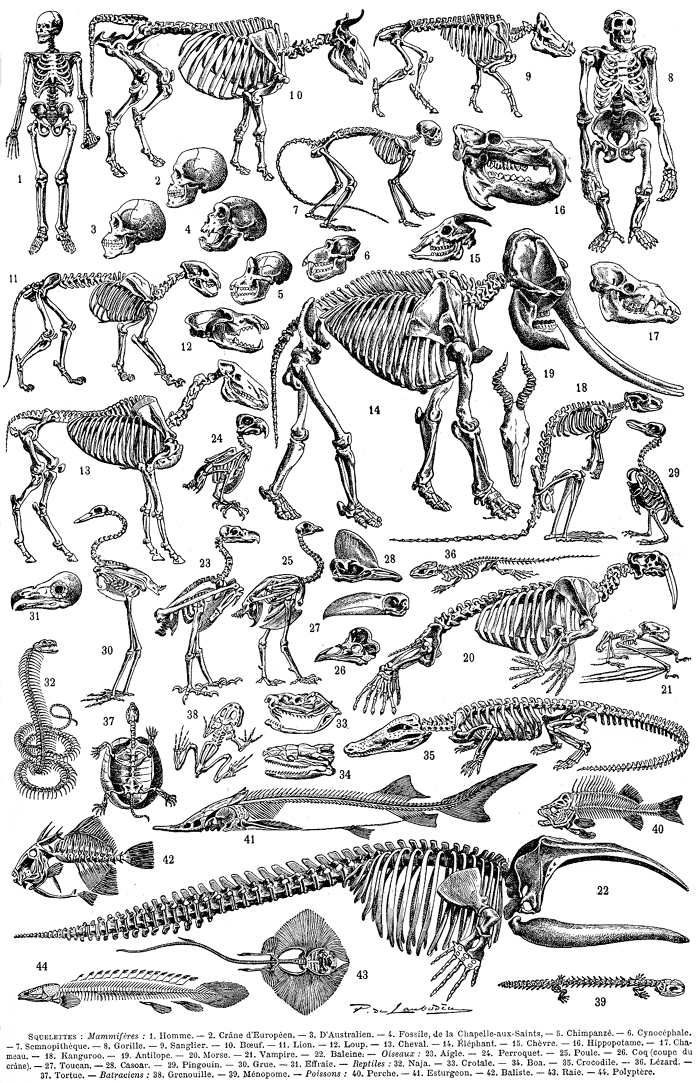
Aspect de différents squelettes d'après Le Petit Larousse de 1922.

C'est certainement la branche de l'anatomie comparée la plus étudiée par les scientifiques (anatomistes, paléontologues, systématiciens). Elle est fondamentale car les os présents chez les fossiles et les espèces actuelles permettent de mettre en évidence des événements majeurs de l'évolution des vertébrés, par exemple :
- l'apparition du membre chiridien à partir des nageoires monobasales dichotomiques des Ostéolépiformes (fossiles) ;
- l'apparition des os aviens depuis les dinosaures théropodes : soudure progressive des clavicules, migration du pubis postérieurement, réduction de la queue et formation d'un pygostyle ;
- l'apparition du palais osseux ;
- l'apparition de la mastication avec la réduction des os proximaux constitutifs de la mandibule et l'allongement de l'apophyse coronoïde ;
- l'apparition de l'audition grâce à la formation de la chaîne ossiculaire (malleus, incus et stapes) ;
- l'apparition de la vision stéréoscopique des primates avec l'apparition du septum orbitaire chez Carpolestes (fossile) ;
- l'apparition du membre mésaxonique et l'adaptation à la course des équidés ;
- et bien d'autres encore...

Elle est également fondamentale en systématique car elle est à l'origine de nombreuses synapomorphies qui permettent d'ordonner le phylum des vertébrés et plus précisément celui des mammifères. Par exemple : 
- les Chiroptères ont un éperon calcanéen ;
- les cétartiodactyles ont un talus à « double poulie » (poulie tibiale et naviculaire) ;
- les Hominoïdes ont un scapula (omoplate) dorsal avec une surface infra-épineuse étirée en direction caudale ;
- les Xénarthres ont des prézygapophyses ;
- etc.

Elle est indispensable en médecine vétérinaire car selon la spécialité prise par le médecin, il doit être capable de faire un « distinguo ostéologique » entre chien et chat ou entre vache et mouton.

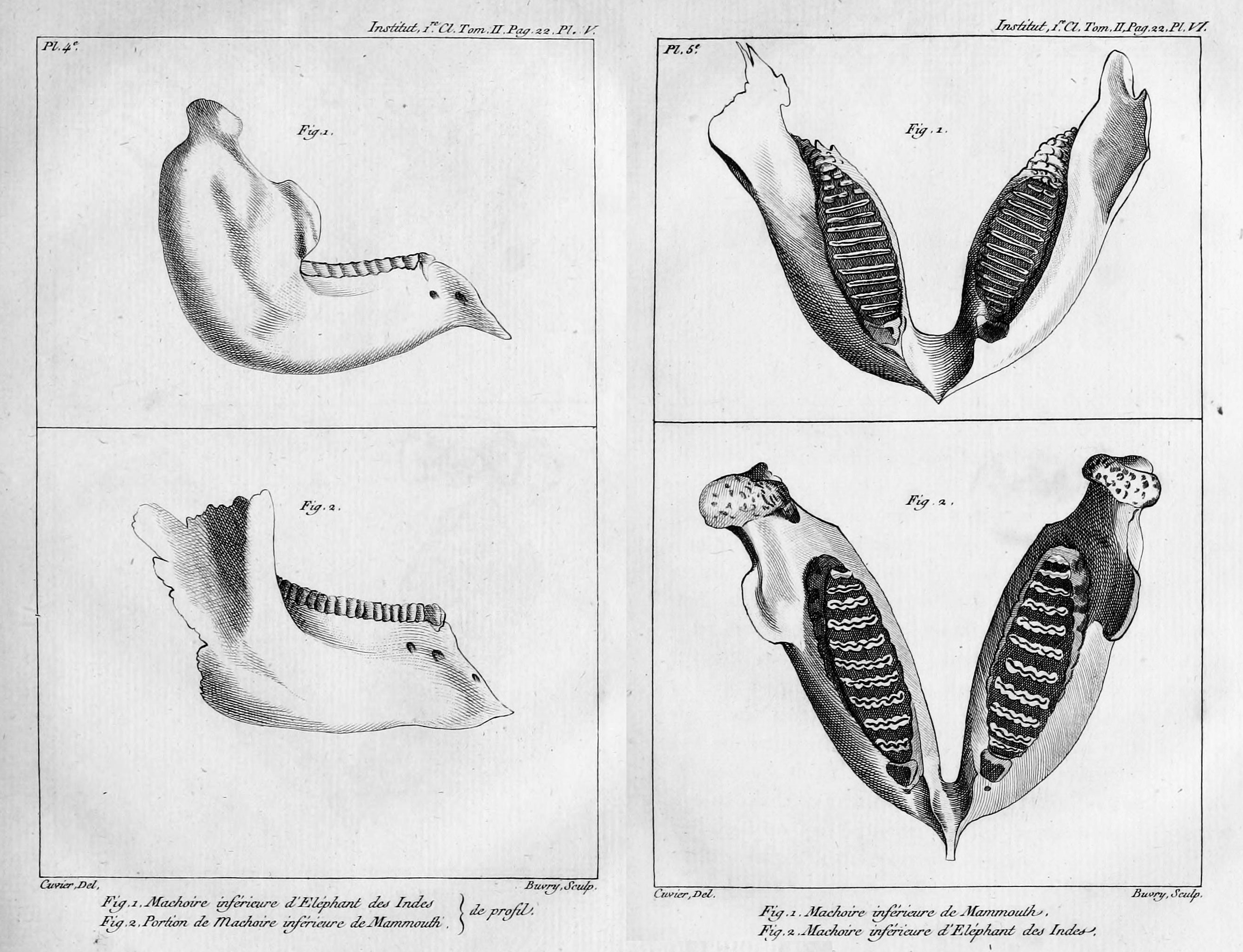
Comparaison anatomique d'une mâchoire d'éléphant indien et d'une mâchoire d'éléphant fossile par Cuvier en 1796

Elle permet d'expliquer les diverses formes d'adaptation des Vertébrés à leur environnement (ex. : le squelette appendiculaire des taupes est transformé en palette fouisseuse et associé à des os sésamoides comme l'os falciforme) et de mettre en évidence des convergences adaptatives entre espèces phylogénétiquement éloignées (ex. : les nageoires pectorales de la perche et du dauphin).
Remarque : les dents sont constituées d'une matière osseuse qu'est l'ivoire (ou dentine), elles sont pour de nombreux mammifères fossiles les seuls traces de leur existence. Elles permettent donc par une étude anatomique (couronne, racine, cuspides, émail...), comparée aux espèces actuelles, de mettre en évidence l'apparition et l'adaptation de la denture des vertébrés (dent haplodonte, pleurodonte, acrodonte ; plexodonte, triconodonte, trituberculaire, quadrituberculaires...). (voir article : Histoire évolutive des dents).
La denture des mammifères et plus précisément les molaires, est extrêmement complexe et fait l'objet d'une typologie très particulière.

### Myologie comparée
La myologie comparée analyse la structure, la fonction, la position et l'évolution des différents muscles présents chez les vertébrés.
Les études sont fondées essentiellement sur les muscles striés squelettiques. Ainsi la myologie comparée devient indissociable de l'ostéologie, on parle d'ailleurs de système ostéomusculaire.
L'étude du système musculaire est plus complexe que celle du système osseux. En effet, les muscles sont plus nombreux (ex. : chez l'Homme 368 à 550 muscles selon les auteurs contre 206 os) et ils ont une typologie très complexe selon :
- leur forme :
  - m. long,
  - m. court,
  - m. plat (ou large),

- leur conformation :
  - m. penniforme,
  - m. fusiforme,
  - m. bicaude,
  - m. flabelliforme,

- leur fonction :
  - m. extenseur,
  - m. fléchisseur,
  - m. adducteur,
  - m. abducteur,
  - m. élévateur,
  - m. dépresseur,
  - m. rotateur,
  - m. constricteur,

- leur attache :
  - m. bicipital,
  - m. tricipital,
  - m. quadricipital,

- leur plan d'insertion :
  - m. superficiel,
  - m. profond.

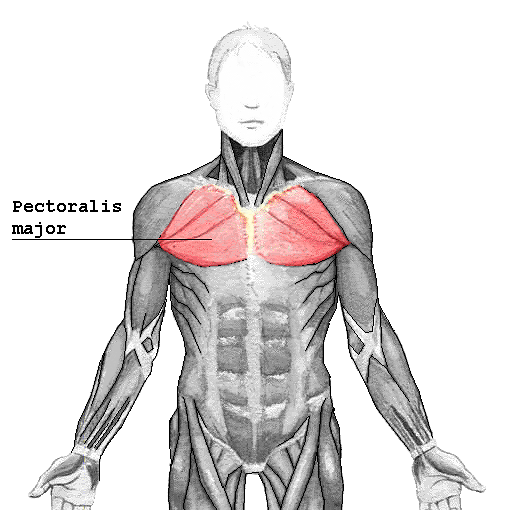
Position du muscle grand pectoral

L'étude de l'agencement et de la modification des muscles au cours de l'évolution des vertébrés est encore assez générale dans les archives scientifiques et nécessiterait davantage de recherche. Toutefois, il est intéressant d'expliquer la modification conformationnelle de certains muscles au cours de l'évolution : à venir[Quand ?]
L'étude du système musculaire s'inscrit principalement dans une optique adaptative et biomécanique.
ex. : les muscles pectoraux des oiseaux sont extrêmement développés comparés à ceux des humains, car chez ces premiers ils interviennent dans le battement de l'aile. En effet, le travail physique, fourni par un oiseau au décollage, est très important.
Remarque : les muscles pectoraux de l'oiseau sont impliqués dans l'abaissement des ailes et fonctionnent de manière antagonistes avec les muscles supracoracoïdiens. Chez l'Homme les muscles pectoraux permettent une importante mobilité du bras et de la scapula (voir article grand pectoral et petit pectoral)

### Angiologie comparée
Les arcs aortiques sont des vaisseaux reliant le sac aortique aux aortes dorsales paires.

### Splanchnologie comparée

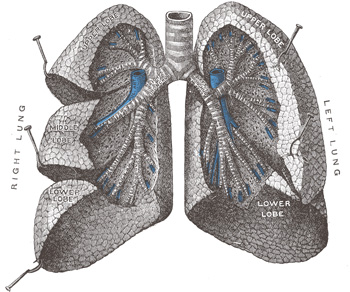
Poumons humains ouverts, trachée et bronches

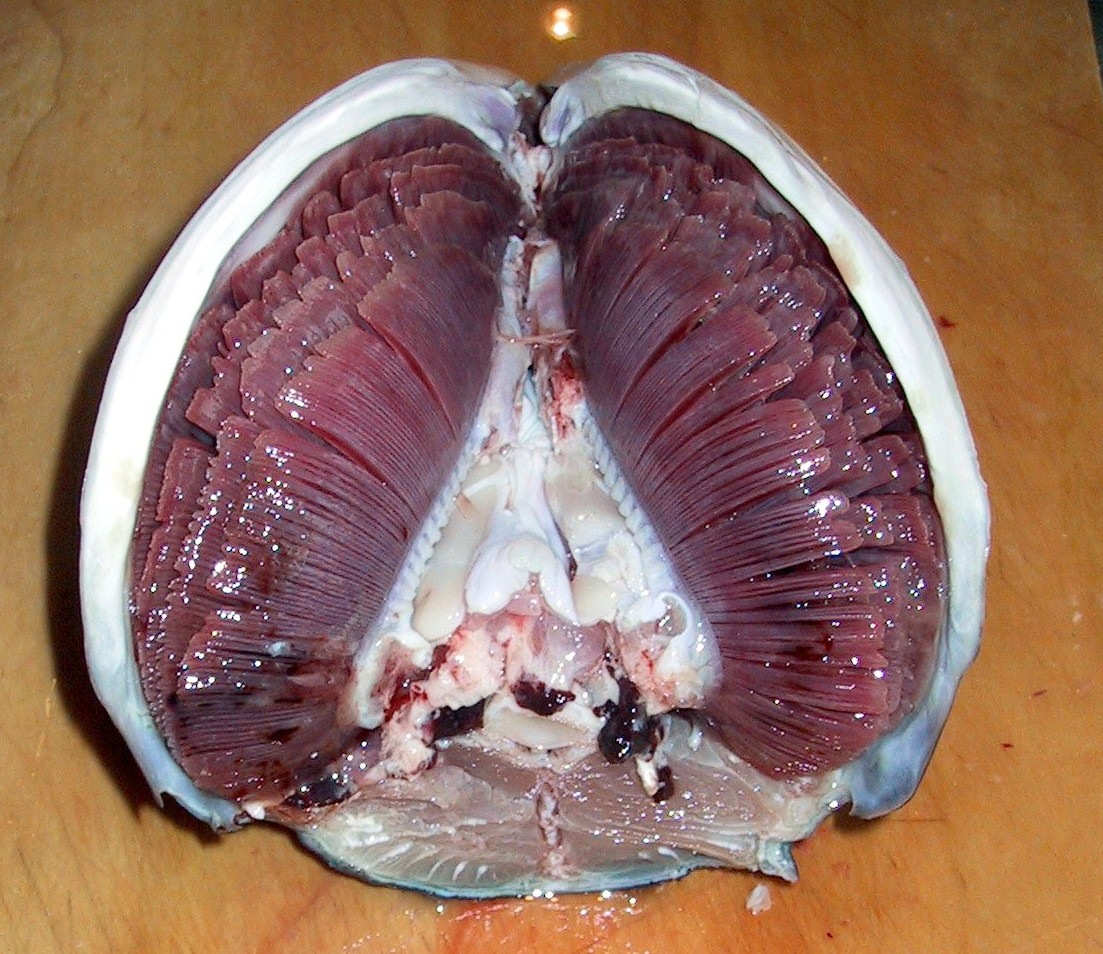
Branchies d'un thon

### Embryologie comparée

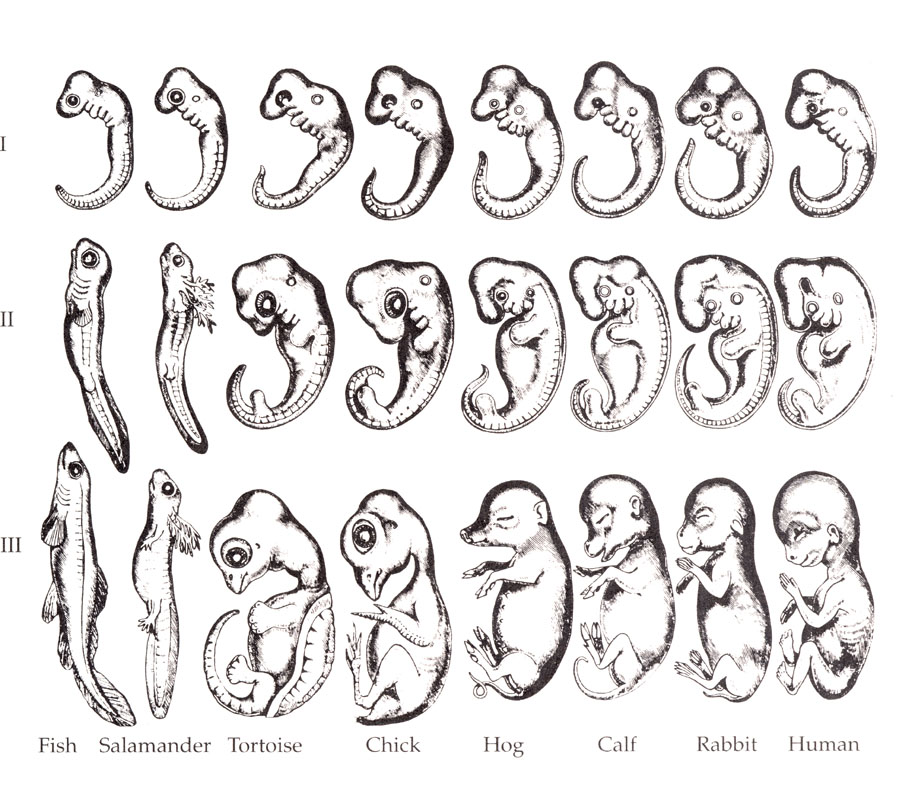
Dessins d'embryons de Vertébrés, d'après Ernst Haeckel.

### Anatomie comparée des Arthropodes

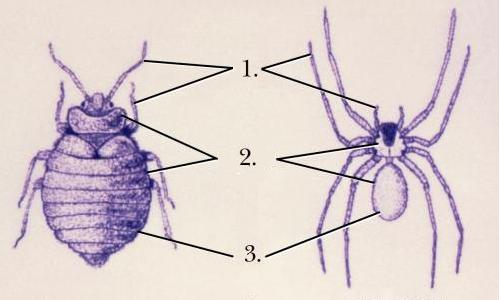
Comparaison de l'anatomie d'une punaise (insecte) et d'une araignée (arachnide)
1. appendices articulés
2. corps segmenté
3. squelette externe

## Grands anatomistes spécialistes de l'anatomie comparée
- Claude Perrault (1613-1688)

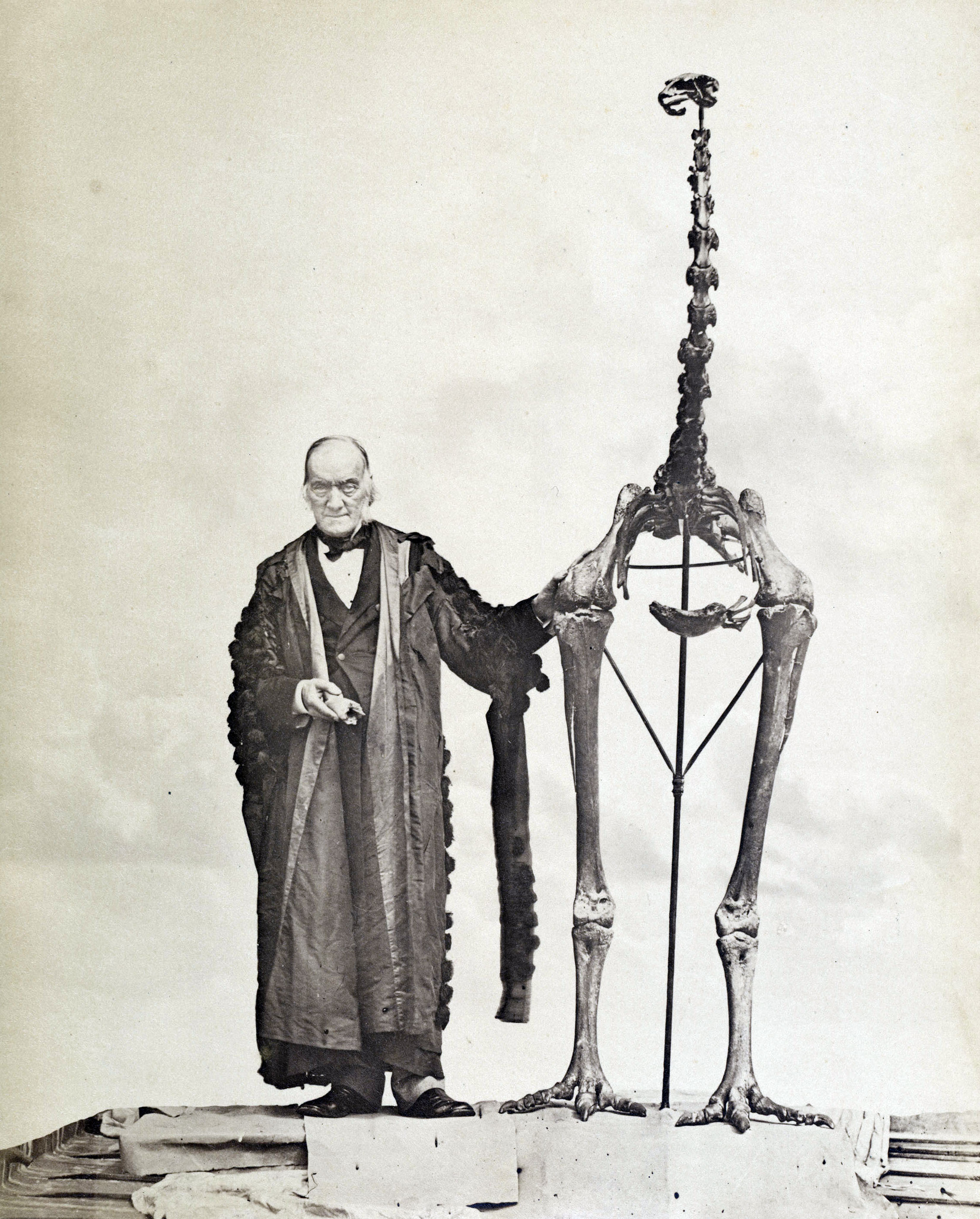
Sir Richard Owen et un squelette d'oiseau Dinornis

- Joseph-Guichard Duverney (1648-1730)
- Edward Tyson (1650-1708)
- Louis Jean-Marie Daubenton (1716-1800)
- John Hunter (1728-1793)
- Honoré Fragonard (1732-1799)
- Georges Cuvier (1769-1832)
- Étienne Geoffroy Saint-Hilaire (1772-1844)
- Johann Friedrich Meckel (1781-1833)
- Martin Rathke (1793-1860)
- Johannes Peter Müller (1801-1858)
- Karl Theodor Ernst von Siebold (1804-1885)
- Richard Owen (1804-1892)
- Hermann Friedrich Stannius (1808-1883)
- Georges Pouchet (1833-1894)
- Edmond Perrier (1844-1921)
- Robert Wiedersheim (en) (1848-1923)
- Édouard Bourdelle (1876-1960)
- Clément Bressou (1887-1979)